# قمة جنيف (1955)
قمة جنيف هي قمّة عُقدت عام 1955 لمناقشة تطورات الحرب الباردة في جنيف بسويسرا. تمّ عقد القمّة يوم 18 تموز/يوليو 1955 وقد سمّتها وسائل الإعلام حينها باسم «قمة الأربعة الكبار» حيثُ حضرها الرئيس دوايت د. أيزنهاور من الولايات المتحدة ورئيس الوزراء أنطوني إيدن منَ بريطانيا ثمّ ورئيس الوزراء نيكولاي بولكانين من الاتحاد السوفياتي وأخيرًا رئيس وزراء فرنسا إدغار فور. رافقَ هؤلاء الأربعة وزراء خارجية الدول (الذين هم أيضًا أعضاء في مجلس وزراء الخارجية): جون فوستر دالاس، هارولد ماكميلان، فياتشيسلاف مولوتوف ثم أنطوان Pinay. من بين الحضور؛ كانتَ أيضًا نيكيتا خروتشوف من الاتحاد السوفياتي. كان الغرض من تجمع قادة العالم هوَ بدء المناقشات بشأن السلام. على الرغم من أن تلك المناقشات تطرقت للعديد من المواضيع بما في ذلك المفاوضات حولَ الأسلحة وَالحواجز التجارية والدبلوماسية ثم الحرب النووية وغير ذلك إلا أنّ الهدف المشترك من المحادثات تمثل بالأساس في تعزيز وزيادة الأمن العالمي.

## البعثة
كانَ الهدفُ منَ البعثة عام 1955 الحد من التوترات الدولية وهذا ما زادَ القمّة أهمية بسببِ عملها على بناء كتلة صداقات أفضل هذا فضلًا عن فتح قنوات الاتصال بين قادة الدول الأربعة الكبار. عملت القمة كذلك عَلى مناقشة طريقة إنشاء مجتمع دولي آمن باعتبارهِ وسيلة للمساعدة في تخفيف التوترات العالمية وعدم الثقة. ناقشت القمّة مواضيع مثل الاتفاقات التجارية بينَ الشرق والغرب وما تلى ذلك من تعريفات جمركية هذا فضلا عن سباق التسلح والأمن وكذا سياسة نزع السلاح. خلال نفس القمّة اقتراح الرئيس الأمريكي أيزنهاور اتفاقية السماوات المفتوحة وهي الاتفاقية التي كانت تسعى إلى فتح المجال الجوي في وجهِ كل دول العالم. كانَ القصد من هذه الاجتماع منع الدول من تخزين الأسلحة والوصول في نهاية المطاف إلى نزع السلاح وبخاصّة أسلحة الدمار الشامل. لوحظَ في القمة كذلك عدم تقديم الساسة الأمريكان لأيّ ضمانات للسوفييت الذي أساءوا تفسيرَ اقتراحات الولايات المتحدة. وبما أن هذا الاجتماع كان الأول من نوعه؛ فإنّ بذور التوحيد احتاجت إلى جهد كبير من الطرفين. بشكلٍ عام ساعدت المحادثات في جنيف على كسر جليد العلاقات والتركيز على فوائد التجارة الحرة العالمية.

## قضايا الحرب الباردة
كانَ للحرب الباردة تأثير كبير على المواضيع التي نوقشت خلال قمة جنيف. في تلكَ الفترة بلغت التوترات الدولية ذروتها كما أن التوتر تصاعد إبّان هذه الحرب وذلك بسببِ توجّس كل طرف من الآخر.
ناقشَ قادة العالم قضايا الأمن والتسلح، توحيد ألمانيا ثم العلاقات بينَ الشرق والغرب. في الواقع كانَ خروتشوف على استعداد للسماح لألمانيا بالاتحاد ولكنّ انضمام ألمانيا الغربية لحلف شمال الأطلسي زادَ الأمور تعقيدًا. تمثلت رغبة خروتشوف الأساسية في انسحابِ كل من حلف شمال الأطلسي وحلف وارسو وذلك حتّى ينصاع لما تقوله الدول في الغرب. وفقًا لمذكرات أندريه غروميكو فإنّ الوفد السوفياتي كان قلقًا من حلف النيتو ومما قد يقوم به من تهديد لمصالح الاتحاد. في المقابل نصحَ ألان دالاس دوايت أيزنهاور إلى رفض هذا اقتراح فكّ الحلف. تميّز هذا المؤتمر بنسج علاقات جديدة بين الدول لكن ذلك سُرعان ما انهار بسببِ العدوان الثلاثي.